# Miroslav Vymazal
Miroslav Vymazal (ur. 9 kwietnia 1952 w Brnie, zm. 18 października 2002 w Bratysławie) – czechosłowacki kolarz torowy, sześciokrotny medalista mistrzostw świata.

## Kariera
Pierwszy sukces w karierze Miroslav Vymazal osiągnął w 1973 roku, kiedy wspólnie z Vladimírem Vačkářem zdobył złoty medal w wyścigu tandemów podczas mistrzostw świata w San Sebastián. Reprezentanci Czechosłowacji w tym składzie zwyciężyli również na: MŚ w Montrealu (1974), MŚ w San Cristóbal (1977) oraz MŚ w Monachium (1978). Ponadto na rozgrywanych w 1975 roku mistrzostwach świata w Liège zdobyli srebrny medal, a podczas mistrzostw świata w Amsterdamie w 1979 roku zajęli trzecie miejsce. W 1976 roku wystartował na igrzyskach olimpijskich w Montrealu, gdzie w wyścigu na 1 km rywalizację ukończył na dziewiątej pozycji.
Vymazal zmarł 18 października 2002 roku po długiej chorobie.